# Кочаков, Борис Михайлович
Борис Михайлович Кочаков (7 марта 1906, с. Комарово (Осинский район), Пермская губерния, Российская империя — 1965, Ленинград, СССР) — советский историк и популяризатор науки.

## Биография
Родился 7 марта 1906 году в семье сельского учителя.
В 1924 году окончил среднюю школу. Окончив школу, поступил в Саратовский государственный университет имени Н. Г. Чернышевского, в 1928 году перевёлся на историко-лингвистическое отделение ЛГУ, окончил его в 1930 году.
С 1934 года работал в Историко-археологическом институте (ЛОИИ), младшим а после старшим научным сотрудником. С 1930—1934 гг. научный сотрудник Ленинградского отделения Центрального исторического архива, в 1934—1942 гг. старший научный сотрудник Ленинградского отделения института истории АН СССР, с 1941—1942 гг. декан исторического факультета Педагогического института имени М. Н. Покровского (ныне Российский государственный педагогический университет имени А. И. Герцена). В 1941 году защитил кандидатскую диссертацию «Источниковедение русского законодательного акта XIX века».
В 1942 году воевал в разных частях Ленинградского фронта. С 1941—1945 гг. служил в Красной Армии, преподавал историю ВКП(б) на стрелково-пулемётных курсах Ленинградского фронта. После окончания войны Кочаков был награждён Орденами «Отечественной войны I и II степени», медалями «За оборону Ленинграда» и «За победу над Германией в Великой Отечественной войны 1941—1945 гг.».
В 1946 году преподаватель истории СССР в Военно-педагогическом институте имени М. И. Калинина, исполняющий обязанности директора Ленинградского отделения института истории АН СССР с 1952—1953 гг.
С 1950 года демобилизован из армии. Умер в 1965 году, похоронен в Ленинграде.

## Научная деятельность
Автор научных работ по истории СССР, блокадного Ленинграда и  монографии по истории «Петроградского гарнизона в 1917 г.». В совместном труде опубликовал 4 тома «Очерки истории Ленинграда», им была написана глава «Петроград в годы Первой мировой войны и Февральской буржуазно-демократической революции», издана для 3-го тома.

## Основные работы
- Кочаков Б. М. Большевизация Петроградского гарнизона в 1917 г.: сб. документов.. — Л., 1932.
- Кочаков Б. М. Из истории народов Западной Сибири во второй половине XVIII в. // Исторический архив. — 1936. — № 1.
- Кочаков Б. М. Пятая симфония Чайковского.. — Л., 1937.
- Кочаков Б. М. Русский законодательный документ XIX—XX вы. // Вспомогательные исторические дисциплины.. — Л., 1937.
- Кочаков Б. М. П. И. Чайковский.. — Л., 1938.
- Кочаков Б. М. Законодательные материалы как исторический источник // Архивное дело. — 1940. — № 3 (55).
- Кочаков Б. М. Полное собрание законов Российской империи как исторический источник // Архивное дело. — М., 1941.
- Кочаков Б. М. Михаил Кутузов. Биографический очерк.. — М., 1942.
- Кочаков Б. М. Александр Суворов.. — Л., 1942.
- Кочаков Б. М. Русская культура 60—80-х гг. XIX в. // История СССР. / под ред. М. В. Нечкиной. — 2-е издание, испр. и доп. — М., 1949. — Т. 2. — (Глава XXXI).
- Кочаков Б. М. Очерки истории Ленинграда. В 4-х томах. / отв. ред. Кочаков Б. М.. — М. — Л., 1956. — Т. 3.
- Кочаков Б. М. Социальный состав солдат царской армии в период империализма // Из истории империализма в России: сб. статей. — Л.: Труды ЛОИИ., 1959. — Вып. 1, М.;.

## Награды
- Орден Отечественной войны II степени (30.06.1945)[3];
- Медаль «За оборону Ленинграда» (22.12.1042)[3];
- Медаль «За победу над Германией в Великой Отечественной войне 1941—1945 гг.» (09.05.1945)[3].